# Затишшя (Харківський район)
Зати́шшя — село в Україні, у Вільхівській сільській громаді Харківського району Харківської області. Орган місцевого самоврядування - Вільхівська сільська громада

## Географія
Село Затишшя знаходиться на схід від Харківської окружної дороги (М03 (E40)), на південь від ринку «1 кілометр».
На південний схід від села розташований Дробицький Яр.

## Статус села
Хоч у 2013 році обласна рада приймала рішення про виключення села з обліку, а місцева Кулиничівська рада вулиці села включила до складу Елітного, Верховна Рада ці зміни не затвердила. Тому село Затишшя існує далі.

## Історія
Село Затишшя засноване у 1925 році.
У 1940 році на хуторі Затишшя були два двори та ставок
6 вересня 2012 року Верховна Рада України прийняла постанову «Про зміну і встановлення меж міста Харків, Дергачівського і Харківського районів Харківської області», згідно з якою західна частина села (до окружної дороги) була включена в межі міста Харкова.
Таким чином більша частина села стало мікрорайоном Харкова під назвою Старе Затишшя, а саме село Затишшя лишилося на схід від окружної дороги, забудова якого виникла у 1990-х роках.
У 2020 році, в результаті адміністративно-територіальної реформи та ліквідації Харківського району(1923—2020), село увійшло до складу новоутвореного Харківського району. Разом з цим село Затишшя з Кулиничівської селищної ради перейшло до складу Вільхівської сільської громади.
У 2023 році вулиця Путєва була перейменована на вулицю Грушевського.
А у 2024 році вулиця Лучиста була перейменована на Променеву

## Вулиці
- Вул. Грушевського
- Вул. Мала
- Вул. Наукова
- Вул. Променева
- Вул. Садова
- Вул. Південна
- Вул. Перемоги

## Економіка
- Гуртовий ринок сільгосппродукції «1-й кілометр», ТОВ